# Hà Nội mùa đông năm 46
Hà Nội mùa đông năm 46 (tiếng Pháp: Hanoï hiver 1946, tiếng Anh: Hanoi winter 1946) là một phim chiến tranh cách mạng do Đặng Nhật Minh biên kịch và đạo diễn, xuất phẩm ngày 12 tháng 12 năm 1997 tại Liên hoan phim Toronto.

## Lịch sử
Bằng việc tìm đọc những văn kiện gốc xuất bản thời điểm 1946 cùng di cảo Sống mãi với thủ đô của tác gia Nguyễn Huy Tưởng, nhà điện ảnh Đặng Nhật Minh nảy chủ đích dựng lại chân dung chủ tịch Hồ Chí Minh qua các sự kiện chính trị - xã hội nóng hổi mùa đông năm 1946 và nhất là cuộc đấu tranh ngoại giao vì hòa bình của cụ. Đồng thời, nhà điện ảnh cố ý để phim không sa vào tuyên truyền chính trị sáo rỗng cứng nhắc.

## Nội dung
| “                         | Tháng Năm năm 1945, phát xít Đức đầu hàng Đồng Minh. Tháng Tám năm ấy, nhân dân Việt Nam đã đứng lên giành chính quyền từ tay phát xít Nhật, chấm dứt hơn 100 năm thống trị của thực dân Pháp. Ngày mồng Hai tháng Chín năm 1945, tại vườn hoa Ba Đình, chủ tịch Hồ Chí Minh đã đọc bản tuyên ngôn độc lập khai sinh nước Việt Nam Dân chủ Cộng hòa. Theo sự phân công của các nước Đồng Minh, quân đội Anh vào miền Nam Việt Nam để giải giáp vũ khí quân Nhật; còn ở phía Bắc, công việc này được giao cho quân đội Tưởng Giới Thạch đảm nhiệm. Cùng là một phe với Đồng Minh, Pháp theo chân quân đội Anh trở lại Đông Dương với âm mưu lấy lại thuộc địa cũ. Sau khi đặt chân vào Nam Bộ, Pháp đòi đưa quân ra miền Bắc để thay thế quân Tưởng sắp rút về nước. Một hiệp định sơ bộ được ký ngày mồng Sáu tháng Ba năm 1946, thỏa thuận để Pháp đưa quân ra miền Bắc với điều kiện: Nước Pháp công nhận Việt Nam là một quốc gia tự do. Tháng Sáu năm 1946, chủ tịch Hồ Chí Minh sang Pháp theo lời mời chính thức của chính phủ Pháp. Đồng thời, tại Fontainebleau đã diễn ra một cuộc hội đàm giữa hai phái đoàn Việt Nam và Pháp, nhưng không đi đến kết quả vì nước Pháp vẫn không chịu công nhận nền độc lập và thống nhất của Việt Nam. Nhằm cứu vãn tình hình, chủ tịch Hồ Chí Minh đã ký một hiệp ước với bộ trưởng Bộ Thuộc Địa Pháp, cố gắng để chiến tranh không xảy ra, tránh đổ máu cho cả hai dân tộc. Trong khi đó tại Việt Nam, các tướng lĩnh chỉ huy quân đội Pháp quyết tâm đẩy nhanh các cuộc xung đột vũ trang hòng dùng vũ lực để lập lại trật tự cũ. Những cuộc khiêu khích của lính Pháp diễn ra hàng ngày trên đường phố Hà Nội. | ” |
| — Lời dẫn chuyện đầu phim | |   |

- Cảnh 1: Tuyến phim mở đầu với tràng súng khiêu khích của lính Pháp trước đền Ngọc Sơn. Trong đám đông nhốn nháo có hai thành viên vệ quốc quân Lâm và Toản, đều là cựu sinh viên luật khoa. Lâm được mời lên Bắc Bộ phủ nhận công tác mới, tại đó, anh được gặp Hồ chủ tịch đang tiếp đoàn phụ lão Thái Bình. Do Lâm có bằng cử nhân luật nên được Hồ chủ tịch giao công việc thư ký riêng, mà thực chất là đặc phái viên làm công tác giao thiệp với các phái đoàn đại diện chính phủ Pháp.
- Cảnh 2: Nhà hát Lớn Hải Phòng được ủy thác cho một toán tự vệ canh giữ, quân Pháp bèn huy động một trung đội đem súng lớn tới công kích. Phía Việt Nam hay tin mới kiến nghị với ban liên kiểm, khi đại diện liên kiểm Pháp-Việt tới thì không kịp. Cả tiểu đội tự vệ bị diệt hết, chỉ đôi ba chiến sĩ cùng một cháu bé may mắn sống sót.
- Cảnh 3: Vợ Lâm sắp đẻ, cứ ngóng chồng, trong khi anh chỉ mải mê công tác.
- Cảnh 4: Trong lúc chiến sự mỗi lúc một rối ren, Hồ chủ tịch đánh thư kêu gọi đồng bào "bình tĩnh chờ lệnh chính phủ".
- Cảnh 5: Jean Sainteny tới viếng Hồ chủ tịch đang trở ốm. Ông trấn an cụ về vụ Hải Phòng và thông báo thủ tướng Pháp vừa đắc cử chính là Léon Blum - cựu lãnh tụ Mặt trận Bình dân, được xem là có cảm tình với Việt Nam. Đáp lại, Hồ chủ tịch nhờ thư ký soạn thư chúc mừng, nuôi hi vọng rằng chính phủ Blum sẽ làm dịu tình hình.
- Cảnh 6: Một xưởng rèn trên phố Lò Đúc bắt đầu chế gươm, âm thầm chờ chính phủ phát lệnh chiến đấu.
- Cảnh 7: Họa sĩ Hân tới Bắc Bộ phủ khẩn khoản xin Hồ chủ tịch cho thực hiện nốt chân dung còn dở, dù kỳ hạn đã hết, Hồ chủ tịch vẫn vui vẻ cho phép. Anh vẽ cụ ngay trong lúc cụ làm việc.
- Cảnh 8: Tại quán cà phê, Toản đang nghe nàng ca sĩ Hương hát bài Đàn chim Việt thì một toán đảng viên Quốc Dân rút súng đòi nhạc công đổi bài Tô Châu dạ khúc. Toản bèn tóm cổ tên cầm đầu, buộc đám này rời khỏi quán. Vừa hay, một đồng đội chạy vào bảo nhỏ anh rằng họ phát hiện một thuyền Pháp chở đầy vũ khí trên sông Hồng.
- Cảnh 9: Toán tự vệ do Toản dẫn đầu phục kích giết lính Pháp trên thuyền, cướp được vô số súng rồi chuồn êm. Trong lúc đó, Lâm vừa về tới nhà thì xảy ra vụ quân Pháp cướp phá nhà thông tin, anh vội chạy ra cùng mọi người ứng cứu.
- Cảnh 10: Trên chuyến xe điện buổi sớm, Lâm gặp Toản, bèn mắng anh tội "manh động" và đưa Toản về nhà người quen ở Hàng Bún tạm lánh. Hương được Lâm chỉ chỗ, chiều hôm đó cô tới gặp Toản. Cô vừa lui gót hồng thì xe tăng Pháp vào phố bắn giết bừa bãi. Dù ông chủ nhà cố ngăn cản nhưng Toản vẫn nổi máu hung xông ra cứu một em bé rồi bị lính Pháp bắn chết.
- Cảnh 11: Dân phố Hàng Bún đọc thư chia buồn của Hồ chủ tịch trước di ảnh người thân bị thảm sát. Có tiếng xe hơi nổ máy, khi họ chạy ra mới biết cụ Hồ vi hành.
- Cảnh 12: Thời sự đã căng như dây đàn, Hồ chủ tịch biệt phái Lâm đi gặp Jean Sainteny, dặn kỹ phải mặc trang phục dân sự. Tiếp anh chỉ có Michel, anh vội đưa Michel công hàm phản đối của chính phủ Việt Nam nhờ trình Sainteny. Michel xin Lâm một bức ảnh của Hồ chủ tịch, Lâm tặng ngay.
- Cảnh 13: Họa sĩ Hân tình cờ gặp cô Huệ trên phố, bèn mời về phòng tranh và thực hiện tác phẩm để đời Thiếu nữ bên hoa huệ.
- Cảnh 14: Tình hình mỗi lúc càng dồn dập, chính phủ bí mật bố trí đưa cụ Hồ ra ngoại ô, ở nhờ trong nhà một phú gia làng Vạn Phúc.
- Cảnh 15: Hàng phố tản cư dần, trong lúc ấy thì Lê trở dạ. Lâm phải vội đưa vợ vào nhà hộ sinh Tây, gửi gắm các xơ.
- Cảnh 16: Hồ chủ tịch vội về Bắc Bộ phủ bàn phương án ứng phó trong trường hợp xảy ra chiến tranh. Trong lúc chiến sĩ Bắc Bộ phủ hối hả chuẩn bị tản cư thì họa sĩ Hân lại đến xin vẽ nốt Hồ chủ tịch, cụ Hồ khuyên anh hãy vẽ đồng bào chiến sĩ.
- Cảnh 17: Hôm 19 tháng 12, Lâm lại tới tìm Sainteny. Michel vì quý anh mà vào phòng Sainteny yêu cầu ông ra tiếp, nhưng vệ binh ngăn lại, báo rằng ông "bận". Thực ra Sainteny đã rời nội ô Hà Nội từ sáng để chuẩn bị công tác chiến tranh sau khi hết hạn tối hậu thư. Lâm chỉ nhác thấy vệ binh của Sainteny đang hối hả tập tành.
- Cảnh 18: Tối 19 tháng 12, trong lúc tiếng súng kháng chiến đã rền khắp nơi, thể trạng Lê diễn biến xấu, phải sinh mổ. Lâm tới giường bệnh khuyên cô cố gắng ở lại Hà Nội mà nuôi con, còn anh theo quân lên cứ, chờ ngày chiến thắng thì đoàn tụ. Giữa phố phường tấp nập những người dựng chiến lũy chống xe tăng, Lâm gặp Hương và nhờ cô chăm nom Lê.
- Cảnh 19: Tại làng Vạn Phúc, Hồ chủ tịch đánh bản hiệu triệu toàn quốc kháng chiến.
- Cảnh 20: Đại đội cảnh vệ Bắc Bộ phủ chiến đấu tới người cuối cùng hòng bảo vệ cơ quan biểu tượng của chính phủ, nhưng thực ra là để đoàn tản cư có đủ thời gian rút ra ngoại thành.
- Cảnh 21: Con cả nhà cụ Dương từ biệt vợ con theo đoàn tản cư lên Việt Bắc làm anh nuôi quân, cậu con nhỏ chạy theo nài bố cho đi cùng. Cụ Hồ tình cờ gặp, bèn động viên ông cho cậu bé cùng đi. Đoàn người đã sang bờ Bắc sông Hồng, ngoái lại nhìn thành phố nghi ngút cháy sau lưng.

| “                          | Cuộc chiến đấu của những người con quyết tử cho tổ quốc quyết sinh giữa lòng Hà Nội kéo dài 63 ngày đêm. Và những người ra đi ngày ấy chín năm sau đã trở về như lời hẹn ước. Kể từ ngày đó, nhân dân Việt Nam hết thế hệ này đến thế hệ khác đã chiến đấu suốt 30 năm để giữ vững nền độc lập và thống nhất đất nước. | ” |
| — Lời dẫn chuyện cuối phim | |   |

## Kỹ thuật
Phim được thực hiện tại Hà Nội và Hải Phòng từ tháng 2 năm 1996 sang tháng 10 năm 1997 mới xong. Bộ phim thuộc số ít dự án hưởng lợi từ chương trình Chấn hưng điện ảnh cấp Nhà nước.

### Sản xuất
- Cố vấn: Nguyễn Huy Hoan
- Bí thư: Nguyễn Thị Ngọc
- Thiết kế: Phạm Quốc Trung
- Âm thanh: Nguyễn Huy Căn
- Dựng phim: Trần Anh Hoa
- Kĩ xảo: Cồ Khắc Ứng
- Hóa trang: Nguyễn Văn Sáu
- Phục trang: Trần Ngọc Tuyết
- Đạo cụ: Nguyễn Văn Sinh, Nguyễn Ngọc Văn, Viết Tuấn
- Dựng cảnh: Trần Trung Trực, Trịnh Trọng Sơn
- Phối sáng: Trần Quang Tỵ
- Kịch vụ: Nguyễn Hữu Ý
- Khói lửa: Nguyễn Duy Với, Nguyễn Văn Chắt
- Quay phối hợp: Đinh Thành, Trần Thị Mây
- Tiếng động: Minh Khánh, Mạnh Kiên

và Dàn nhạc giao hưởng Việt Nam (nhạc trưởng Đỗ Hồng Quân)

## Diễn viên
- Tiến Hợi... Chủ tịch Hồ Chí Minh
- Ngô Quang Hải... Lâm
- Võ Hoài Nam... Toản (giọng Tùng Dương)
- Hoa Thúy... Hương
- Quốc Tuấn... Họa sĩ Hân (giọng Trung Hiếu)
- Mai Thu Huyền... Huệ
- Quách Thu Phương... Lê - vợ Lâm (giọng Hoa Thúy)
- Ngọc Tuấn... Thư ký Bắc Bộ phủ
- Tuấn Quang... Sĩ quan liên kiểm Việt Nam
- Rudolf Zaugg... Michel - Sĩ quan liên kiểm Pháp
- Claudio Schuftan... Jean Sainteny
- Filip Petrov... Sĩ quan Pháp
- Jean Marc Bruno
- Huy Công... Cụ Nguyễn Văn Dương - chủ căn nhà làng lụa (giọng Trần Nhượng)
- Xuân Thức
- Dương Quảng... Ông chủ tiệm cà phê
- Hữu Độ
- Mẫn Thu
- Kim Xuyến
- Vũ Tăng
- Tiến Mộc
- Minh Hằng
- Thanh Hiền
- Minh Khuê
- Tuấn Minh
- Thiếu Ngân
- Thành An
- Hoàng Thái
- Hồng Chương... Cụ già Thái Bình
- Trần Văn Phát
- Nguyễn Văn Phú
- Bá Cường
- Đức Thịnh
- Quang Tú

## Hậu trường
Sau ngày thống nhất, khi giao lưu với các nhà điện ảnh quốc tế, đạo diễn Đặng Nhật Minh nhận thấy bạn bè thế giới có thành kiến rằng người Việt Nam chỉ thích giải quyết mọi vấn đề chính trị - xã hội bằng vũ lực. Vì thế, những mong xóa ác cảm bằng sự tái hiện lịch sử, ông nảy ý định thực hiện một xuất phẩm điện ảnh về cuộc đấu tranh ngoại giao của chủ tịch Hồ Chí Minh năm 1946 - cái năm mở đầu cho ba thập niên chiến tranh khốc liệt tại Việt Nam. Nhưng mãi đến năm 1988, sau khi được giáo sư Trần Hải Hạc (Đại học Paris) tặng sách Paris-Saigon-Hanoï les archives de la guerre 1944-7 (Philippe Devillers), Đặng Nhật Minh mới dồn lực vào công tác sưu tầm tư liệu. Cuối năm 1988, ông bắt tay vào soạn kịch bản cùng thi sĩ Hoàng Nhuận Cầm. Năm 1989, kịch bản phim Hà Nội mùa đông năm 46 hoàn thành. Nhưng tác phẩm vẫn nằm yên trong ngăn kéo vì xu thế chính trị - xã hội đương thời biến chuyển nhanh theo sự sụp đổ của hệ thống xã hội chủ nghĩa cùng lí tưởng cộng sản, dòng phim chiến tranh cách mạng lâm tình cảnh đắp chiếu không ai coi nữa.
Năm 1993, trong bối cảnh điện ảnh Việt Nam thị trường hóa mãnh liệt với sự lên ngôi của dòng phim mì ăn liền chuộng yếu tố ướt át, kịch bản Hà Nội mùa đông năm 46 trượt ngay từ vòng đầu cuộc thi kịch bản phim truyện do Cục Điện ảnh phát động. Tuy nhiên, trong một lần tình cờ gặp bộ trưởng Văn Hóa Trần Hoàn, Đặng Nhật Minh thỉnh ý bộ trưởng về tương lai tập kịch bản. Sau khi đọc xong, bộ trưởng Trần Hoàn ký quyết định cho phép sản xuất Hà Nội mùa đông năm 46. Tháng 12 năm 1996, Hà Nội mùa đông năm 46 mới chính thức bấm máy.
Mặc dù được quay theo tiến độ gấp rút, nhưng phim vẫn lỡ cơ hội dự đợt kỷ niệm 60 năm Toàn quốc kháng chiến. Thời điểm phim sắp hoàn thiện, nhà điện ảnh David Overbey sang Việt Nam tuyển tác phẩm cho Liên hoan phim Toronto, khi nghe Đặng Nhật Minh đang chuẩn bị xuất bản tác phẩm mới, ông đã đề nghị Cục Điện ảnh cho xem Hà Nội mùa đông năm 46. Ngay lập tức, ông mời Đặng Nhật Minh đem tác phẩm trình chiếu tại Liên hoan phim Toronto chỉ 2 tuần sau (12 tháng 12 năm 1997), dù khâu hậu kì vẫn chưa xong. Ngày 20 tháng 4 năm 1998, phim lại được chiếu tại Liên hoan phim Quốc tế Singapore. Mãi tháng 3 năm 1999, bản hoàn chỉnh Hà Nội mùa đông năm 46 mới ra mắt khán giả Việt Nam. Năm 2016, phim được tái chiếu tại Liên hoan phim Quốc tế Amiens.
Năm 2010, sau khi Hãng phim truyện Việt Nam có quyết định chuyển đổi cơ chế, Hà Nội mùa đông năm 46 nằm trong số các phim gốc của hãng được bàn giao cho Viện phim Việt Nam để bảo quản làm di sản cho hậu thế.
- Trước và sau Hà Nội mùa đông năm 46, các phim đề cập đến nhân vật Hồ Chí Minh thường do cơ quan hữu trách Việt Nam đầu tư sản xuất (phim đặt hàng)[6], nhưng Hà Nội mùa đông năm 46 với việc đặt nhân vật Hồ chủ tịch ở vị trí trung tâm giải quyết mâu thuẫn lại hoàn toàn là khởi xướng của riêng tác giả Đặng Nhật Minh.
- Hà Nội mùa đông năm 46 là xuất phẩm điện ảnh Việt Nam hi hữu được công chiếu quốc tế trước cả quốc nội, cũng thuộc số rất ít phim chiến tranh cách mạng đạt doanh thu đáng kể cả trong và ngoài Việt Nam[7]. Cho đến thời điểm 2020, đây vẫn là phim truyện duy nhất khắc họa hình tượng Hồ Chí Minh được chiếu ngoài lãnh thổ Việt Nam ngay từ lúc ra mắt.
- Ban đầu, vai Hồ chủ tịch được đạo diễn Đặng Nhật Minh ủy thác một cán bộ Đài truyền hình Việt Nam vì có ngoại hình tương đối giống cụ Hồ, nhưng vì người này diễn xuất quá kém nên ông đành giao vai cho diễn viên kịch Tiến Hợi (sinh năm 1959 tại Nghệ An) dù ngoại hình bị chê không hợp. Trước đó, Tiến Hợi đã diễn vai Cụ Hồ trong thoại kịch Đêm trắng (tác giả Lưu Quang Hà, đạo diễn Doãn Hoàng Giang) và phim Hẹn gặp lại Sài Gòn (1990) nhưng không được chú ý[8]. Tiến Hợi bèn bỏ ra 2 tháng xem phim tư liệu và nghe bản thu thanh giọng nói Hồ chủ tịch để tìm cách hóa thân vào nhân vật sao cho sinh động nhất. Quãng 10 năm sau khi phim công chiếu, tên tuổi Tiến Hợi phất lên như diều gặp gió, từ địa vị một tài tử hạng B ông trở thành ngôi sao điện ảnh truyền hình đình đám. Bất cứ chương trình biểu diễn quần chúng nào đòi hỏi có nhân vật Hồ chủ tịch, ông cũng được mời, dù chỉ là vai trò đứng như tượng vẫy tay cho đồng bào chiêm ngưỡng. Cho tới thời điểm 2020, chưa tài tử nào vượt được Tiến Hợi về khả năng diễn vai cụ Hồ[9].
- Nghệ sĩ Dương Quảng được mời đóng vai phụ là ông chủ tiệm cà phê trong cả hai phim Sống mãi với thủ đô và Hà Nội mùa đông năm 46. Với Hà Nội mùa đông năm 46, ông chỉ xuất hiện 1 phút và không thoại.
- Căn nhà của đôi vợ chồng Lâm-Lê được quay tại biệt thự cổ Trương Trọng Vọng phố Hàng Bè[10].
- Nội ngoại cảnh Nhà hát Lớn Hà Nội được dựng tại Nhà hát lớn Hải Phòng do đoàn phim không xin cấp phép được.
- Trong phim, tới phân cảnh Hồ chủ tịch rút que diêm trong túi áo ra bật lửa hút thuốc, nghệ sĩ Tiến Hợi đề nghị đạo diễn Đặng Nhật Minh cho mình tự sửa động tác: Thay vì bật diêm, cụ Hồ nhác thấy ngọn đèn dầu, bèn châm điếu hút. Chi tiết này nhằm nhấn mạnh sự tiết kiệm nguồn lực tối đa của Hồ chủ tịch cho cuộc kháng chiến toàn dân, "biết đâu từ một que diêm sẽ bùng lên ngọn lửa cách mạng"[11]. Cảnh này trở thành cảnh phim sở đắc nhất trong sự nghiệp điện ảnh của đạo diễn Đặng Nhật Minh.
- Tại phân cảnh chiến đấu ở Bắc Bộ phủ, đạo diễn Đặng Nhật Minh nhận chỉ đạo quân Pháp và giao phần chỉ đạo quân Việt Minh cho phó đạo diễn Phạm Nhuệ Giang, dùng kỹ thuật quay hai máy một lúc, ông nói: "Thế là hai chú cháu mình đánh nhau". Nội cảnh Bắc Bộ phủ dựng tại tầng 2 Bệnh viện K với những màn vỡ kính cửa sổ và chiến xa nã pháo lên các tầng nhà khiến bác sĩ y tá phải can: "Các anh là đồ dã man ! Bệnh nhân vừa mới mổ xong nằm không yên với các anh. Các anh định giết người à ?".
- Hà Nội mùa đông năm 46 được coi như sự bổ sung hoặc phiên bản điện ảnh của phim truyền hình Sống mãi với thủ đô sản xuất và công chiếu cùng thời. Những khí tài trong phim này cũng là dùng lại của Sống mãi với thủ đô, ngoại trừ cỗ xe điện hoàn toàn là nỗ lực dàn dựng của đoàn làm phim.
- Thành công của Hà Nội mùa đông năm 46 mở đầu thời hoàng kim ngắn ngủi của dòng điện ảnh, kịch nghệ và ca nhạc đề tài chiến tranh cách mạng tưởng chừng đã bị cơ chế thị trường đánh bạt suốt hơn thập niên trước đó[12]. Phương thức chế tác mới lạ của Hà Nội mùa đông năm 46 cũng buộc các nhà điện ảnh Việt Nam phải suy nghĩ để tìm hướng thể hiện tân tiến hơn cho thể loại vốn kén khán giả này.

### Nhạc nền
- Tiến quân ca (Văn Cao)
- Đàn chim Việt (Văn Cao)
- Chiến sĩ Việt Nam (Văn Cao)
- Nhớ chiến khu (Soạn: Đỗ Nhuận; Ca: Tùng Dương, Hoa Thúy)

## Vinh danh
- Giải Bông sen bạc Liên hoan phim Việt Nam XII (1999): Đạo diễn xuất sắc nhất (Đặng Nhật Minh), Quay phim xuất sắc nhất (Vũ Quốc Tuấn), Họa sĩ xuất sắc nhất (Phạm Quốc Trung), Nhạc sĩ xuất sắc nhất (Đỗ Hồng Quân).

### Nội ngữ
- Đặng Nhật Minh - Những bộ phim có lửa
- Đạo diễn Đặng Nhật Minh: Hà Nội mùa đông năm 46 là hình ảnh cha mẹ tôi
- Hà Nội mùa đông năm 46 trong kí ức người ở lại

### Ngoại ngữ
- Film review: Hanoi winter 1946 - entertaining, educational
- About the Hanoi winter 1946
- Hanoi winter 1946 1 2 3 Lưu trữ ngày 20 tháng 7 năm 2020 tại Wayback Machine
- Dang-nhat-Minh avec Hanoï hiver 1946
- Tien-Hoi et Tran-Luc avec le caractère Oncle Ho